# Paul Blumenreich
Paul Philipp Blumenreich (Pseudonyme: Helmuth Wille, Jörg Ohlsen; geboren 17. November 1849 in Berlin; gestorben 3. August 1907) war ein Schriftsteller. Er gründete das Theater des Westens in Berlin.

## Leben und Wirken
Der Vater L. Blumenreich war ein armer jüdischer Optiker. Paul besuchte ein Gymnasium und beendete dieses 1865 mit 16 Jahren. Danach begann er kurzzeitig eine Buchhändlerlehre und studierte zwei Jahre in Leipzig, Halle und Jena.
Danach spielte er in Wandertheatern.
1869 wurde er als Schauspieler an einem Leipziger Theater engagiert.
Seit 1870 lebte Paul Blumenreich als Autor und Zeitungspublizist in Köln, Wien und Berlin. 1885 starb seine erste Frau, was ihn in erhebliche finanzielle Schwierigkeiten mit vier Kindern brachte.
1887 heiratete er die Schriftstellerin Franziska von Kapff-Essenther. Danach schrieb er vor allem Erzählungen und Romane, die auch von ihr mit beeinflusst waren.
1895 gründete Paul Blumenreich mit Bernhard Sehring das Theater des Westens in Berlin. Er zog sich aber auf Druck der Betreibergesellschaft bereits vor der Eröffnung 1896 aus der Leitung zurück. Sein Sommertheater Alt-Berlin zur Gewerbeausstellung in diesem Jahr war kein Erfolg.
1898 wurde Paul Blumenreich wegen finanzieller Unregelmäßigkeiten bei der Gründung des Theaters des Westens zu neun Monaten Haft verurteilt.
Daraufhin floh er ohne seine Familie nach New York und arbeitete bei einem deutschen Theater als Sekretär. 1899 verlor er diese Stellung, worauf sich seine Frau Franziska in Berlin das Leben nahm.
Danach zog Paul Blumenreich nach Wien und 1901 wieder nach Berlin.
Spätestens seit 1906 litt er unter erheblichen gesundheitlichen Problemen und starb 1907 im Alter von 56 Jahren.
Sein Grab auf dem jüdischen Friedhof in Berlin-Weißensee ist erhalten.
Paul Blumenreich veröffentlichte etwa zehn Bücher mit Erzählungen und Romanen, sowie weitere literarische Texte, Feuilletons und Berichte in Zeitschriften und Zeitungen wie der Vossischen Zeitung und dem Berliner Börsen-Courier.

## Ehen und Nachkommen
Paul Blumenreich war viermal verheiratet.
Die erste Ehefrau war Adele Fränkel (1850–1885).
Sie hatten vier Kinder, darunter
- Arnold Blumenreich (1875–1943), Buch- und Kunsthändler in Breslau und Berlin
- Walter Blumenreich (1880–1940), Buchhändler in Berlin
- Leopold Blumenreich, (1884–1932) Kunsthändler in Berlin

Danach heiratete er Gertrud Lewissohn (?).
1887 (oder 1891) heiratete er die Schriftstellerin Franziska von Kapff-Essenther. Nach deren Selbstmord 1899 heiratete er erneut. Aus diesen Ehen hatte er mindestens zwei weitere Kinder.